# Питаева
Питаева — деревня в Чунском районе Иркутской области России. Входит в состав Весёловского сельского поселения. Находится примерно в 21 км к югу от районного центра.

## Население
По данным Всероссийской переписи, в 2010 году в деревне проживало 15 человек (4 мужчины и 11 женщин).